# Pup the Peacemaker
Pour plus de détails, voir Fiche technique et Distribution.

Pup the Peacemaker est un film muet américain réalisé par Burton L. King, sorti en 1915.

## Fiche technique
- Titre : Pup the Peacemaker
- Réalisation : Burton L. King
- Scénario : Burton L. King
- Producteur : William Selig
- Société de production : Selig Polyscope Company
- Sociétés de distribution : General Film Company (États-Unis)
- Pays d'origine :  États-Unis
- Langue : film muet avec les intertitres en anglais
- Métrage : 300 m
- Format : Noir et blanc — 35 mm — 1,33:1 — Muet
- Genre : Film dramatique
- Durée : 10 minutes
- Dates de sortie : 
  -  États-Unis : 11 juillet 1915